# Thanks (김동률의 음반)
《Thanks: The Best Songs 1994-2004》는 김동률의 컴필레이션 앨범이다.

## 개요
2005년 10주년 콘서트였던 《초대》 콘서트의 라이브 앨범을 발매한 후 2007년 3월 발매한 앨범이다. 앨범 타이틀곡 〈감사〉의 경우 김동률이 직접 작사 및 작곡하였으며 이상민, 정재일 등의 음악가들이 참여하였다. 또한 김동률은 그해 10월 이 앨범의 타이틀곡 〈감사〉로 제 9회 KBS 바른언어상 아름다운 노랫말 부분에서 수상하였다.

## 수록곡
1. 감사 4:45
2. 기억의 습작 5:09
3. 여행 2:39
4. 하늘 높이 4:48
5. 그대가 너무 많은 4:13
6. 이방인 4:51
7. J's Bar에서 4:02
8. 새 4:45
9. 취중진담 5:21
10. 졸업 4:55
11. 첫사랑 4:35
12. 우리 5:15
13. 시작 5:22
14. 배려 4:40
15. 기적 4:26
16. 동반자 6:00
17. 희망 3:59
18. 사랑한다는 말 4:33
19. 다시 사랑한다 말할까 4:47
20. 귀향 4:43
21. 이제서야 4:19
22. 사랑하지 않으니까요 4:47
23. 욕심쟁이 4:04
24. 잔향 4:44